# Clitocybe fuscosquamula
Clitocybe fuscosquamula är en svampart som beskrevs av J.E. Lange 1930. Clitocybe fuscosquamula ingår i släktet Clitocybe och familjen Tricholomataceae.  Artens status i Sverige är: Ej påträffad. Inga underarter finns listade i Catalogue of Life.